# Mark Scheifele
Mark Scheifele, född 15 mars 1993 i Kitchener i Ontario, är en kanadensisk professionell ishockeyforward som spelar för Winnipeg Jets i National Hockey League (NHL). Han har tidigare spelat för St. John's Icecaps i American Hockey League (AHL) och Barrie Colts i Ontario Hockey League (OHL).
Scheifele draftades av Winnipeg Jets i första rundan i 2011 års draft som sjunde spelare totalt.
Han var med i Kanadas World cup-lag i september 2016 och var även med och tog silver i VM 2017.

## Statistik
| 2008–2009  | Kitchener Jr. Rangers | AH         | 31  | 20  | 19  | 39  | 16  | 9  | 5  | 8  | 13 | 2  |
|            | Kitchener Jr. Rangers |            | 49  | 40  | 39  | 79  | 30  | —  | —  | —  | —  | —  |
| 2009–2010  | Kitchener Dutchmen    | GOJHL      | 51  | 18  | 37  | 55  | 20  | 5  | 0  | 3  | 3  | 6  |
| 2010–2011  | Barrie Colts          | OHL        | 66  | 22  | 53  | 75  | 35  | —  | —  | —  | —  | —  |
| 2011–2012  | Winnipeg Jets         | NHL        | 7   | 1   | 0   | 1   | 0   | —  | —  | —  | —  | —  |
|            | Barrie Colts          | OHL        | 47  | 23  | 40  | 63  | 36  | 13 | 5  | 7  | 12 | 12 |
|            | St. John's Icecaps    | AHL        | —   | —   | —   | —   | —   | 10 | 0  | 1  | 1  | 2  |
| 2012–2013  | Winnipeg Jets         | NHL        | 4   | 0   | 0   | 0   | 0   | —  | —  | —  | —  | —  |
|            | Barrie Colts          | OHL        | 45  | 39  | 40  | 79  | 30  | 21 | 15 | 26 | 41 | 14 |
| 2013–2014  | Winnipeg Jets         | NHL        | 63  | 13  | 21  | 34  | 14  | —  | —  | —  | —  | —  |
| 2014–2015  | Winnipeg Jets         | NHL        | 82  | 15  | 34  | 49  | 24  | 4  | 0  | 1  | 1  | 4  |
| 2015–2016  | Winnipeg Jets         | NHL        | 71  | 29  | 32  | 61  | 48  | —  | —  | —  | —  | —  |
| 2016–2017  | Winnipeg Jets         | NHL        | 79  | 32  | 50  | 82  | 38  | —  | —  | —  | —  | —  |
| 2017–2018  | Winnipeg Jets         | NHL        | 60  | 23  | 37  | 60  | 18  | 17 | 14 | 6  | 20 | 10 |
| 2018–2019  | Winnipeg Jets         | NHL        | 82  | 38  | 46  | 84  | 38  | 6  | 2  | 3  | 5  | 8  |
| 2019–2020  | Winnipeg Jets         | NHL        | 71  | 29  | 44  | 73  | 45  | 1  | 0  | 0  | 0  | 0  |
| NHL totalt | NHL totalt            | NHL totalt | 519 | 180 | 264 | 444 | 225 | 28 | 16 | 10 | 26 | 22 |
| OHL totalt | OHL totalt            | OHL totalt | 158 | 84  | 133 | 217 | 101 | 34 | 20 | 33 | 53 | 26 |

### Internationellt
| Källa: Uppdaterad: 2020-02-23 | Källa: Uppdaterad: 2020-02-23 | Källa: Uppdaterad: 2020-02-23 |         | Utv = Utvisningsminuter | Utv = Utvisningsminuter | Utv = Utvisningsminuter | Utv = Utvisningsminuter | Utv = Utvisningsminuter |
| År                            | Lag                           | Mästerskap                    | Matcher | Mål                     | Assists                 | Poäng                   | Utv                     |                         |
| ----------------------------- | ----------------------------- | ----------------------------- | ------- | ----------------------- | ----------------------- | ----------------------- | ----------------------- | ----------------------- |
| 2011                          | Kanada                        | U18                           | 7       | 6                       | 2                       | 8                       | 1                       |                         |
| 2012                          | Kanada                        | JVM                           | 6       | 3                       | 3                       | 6                       | 0                       |                         |
| 2012                          | Kanada                        | Can-Rus                       | 4       | 0                       | 4                       | 4                       | 7                       |                         |
| 2013                          | Kanada                        | JVM                           | 6       | 5                       | 3                       | 8                       | 2                       |                         |
| 2014                          | Kanada                        | VM                            | 8       | 2                       | 2                       | 4                       | 0                       |                         |
| 2016                          | Kanada                        | VM                            | 9       | 4                       | 5                       | 9                       | 0                       |                         |
| 2016                          | Kanada                        | WC                            | 3       | 0                       | 1                       | 1                       | 2                       |                         |
| 2017                          | Kanada                        | VM                            | 10      | 3                       | 5                       | 8                       | 8                       |                         |
| Junior totalt                 | Junior totalt                 | Junior totalt                 | 23      | 14                      | 12                      | 26                      | 10                      |                         |
| Senior totalt                 | Senior totalt                 | Senior totalt                 | 30      | 9                       | 13                      | 22                      | 10                      |                         |